# Joseph Fargis
Joe Fargis, född den 2 april 1948 i New York, New York, är en amerikansk ryttare.
Han tog OS-silver i lagtävlingen i hoppning i samband med de olympiska ridsporttävlingarna 1988 i Seoul.